# Gladstone (Missouri)
Gladstone  è una città degli Stati Uniti d'America, nella Contea di Clay dello Stato del Missouri.
È un sobborgo della cintura urbana di Kansas City. Al censimento del 2000 possedeva una popolazione di 26 365 abitanti.